# Vipera renardi
Vipera ursinii là một loài rắn trong họ Rắn lục. Loài này được Christoph mô tả khoa học đầu tiên năm 1861.

## Hình ảnh

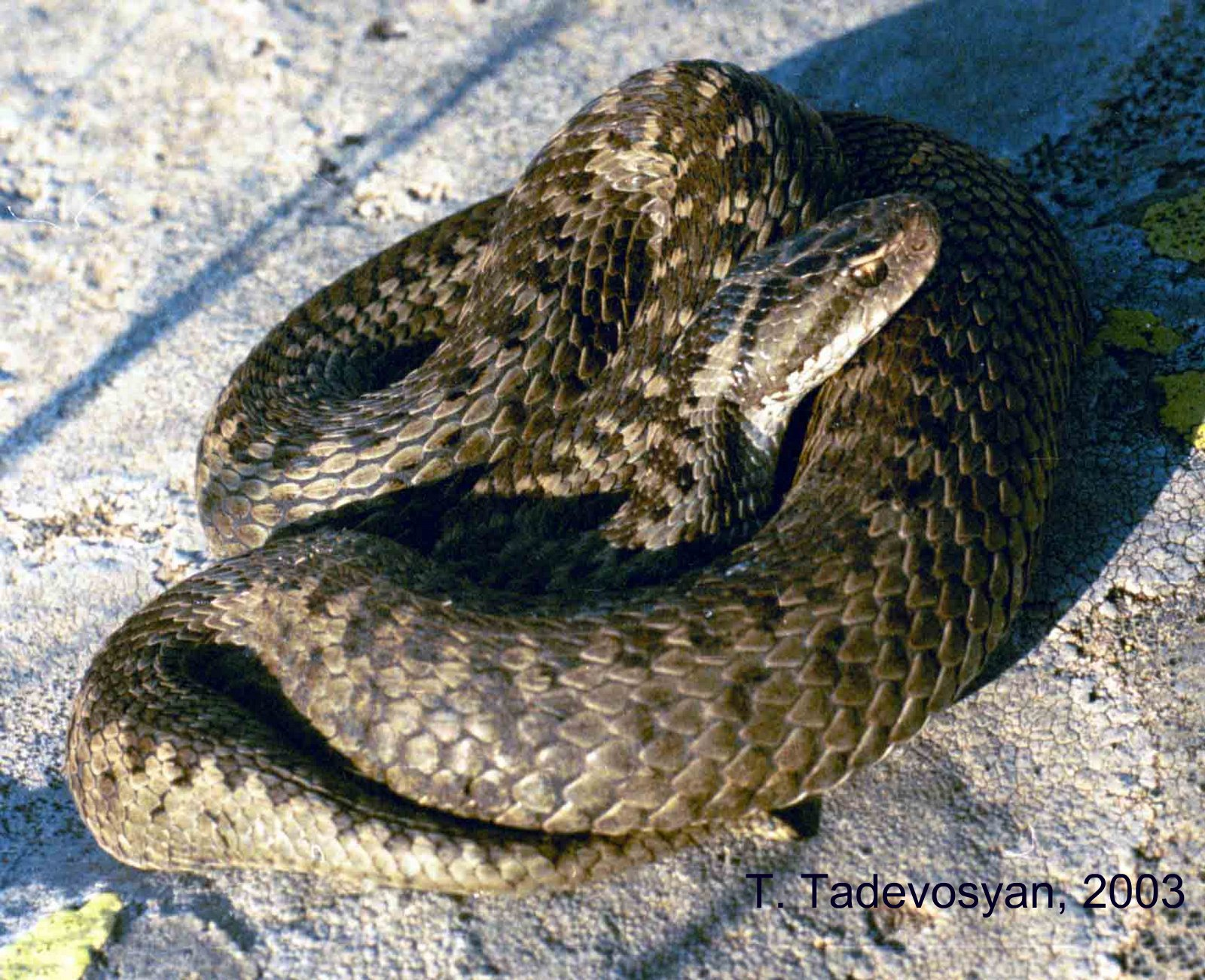
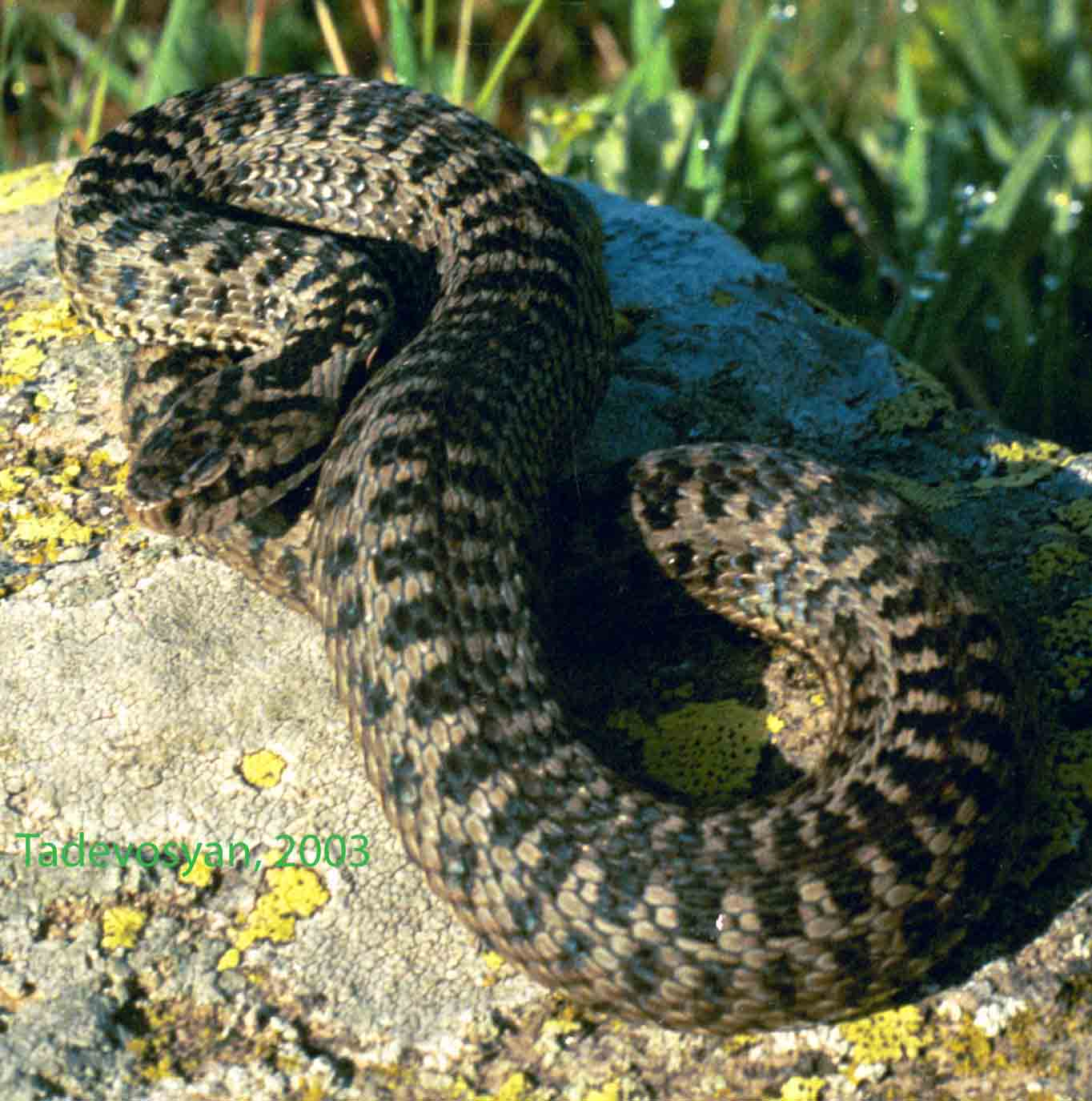